# Hänigser Bockwindmühle

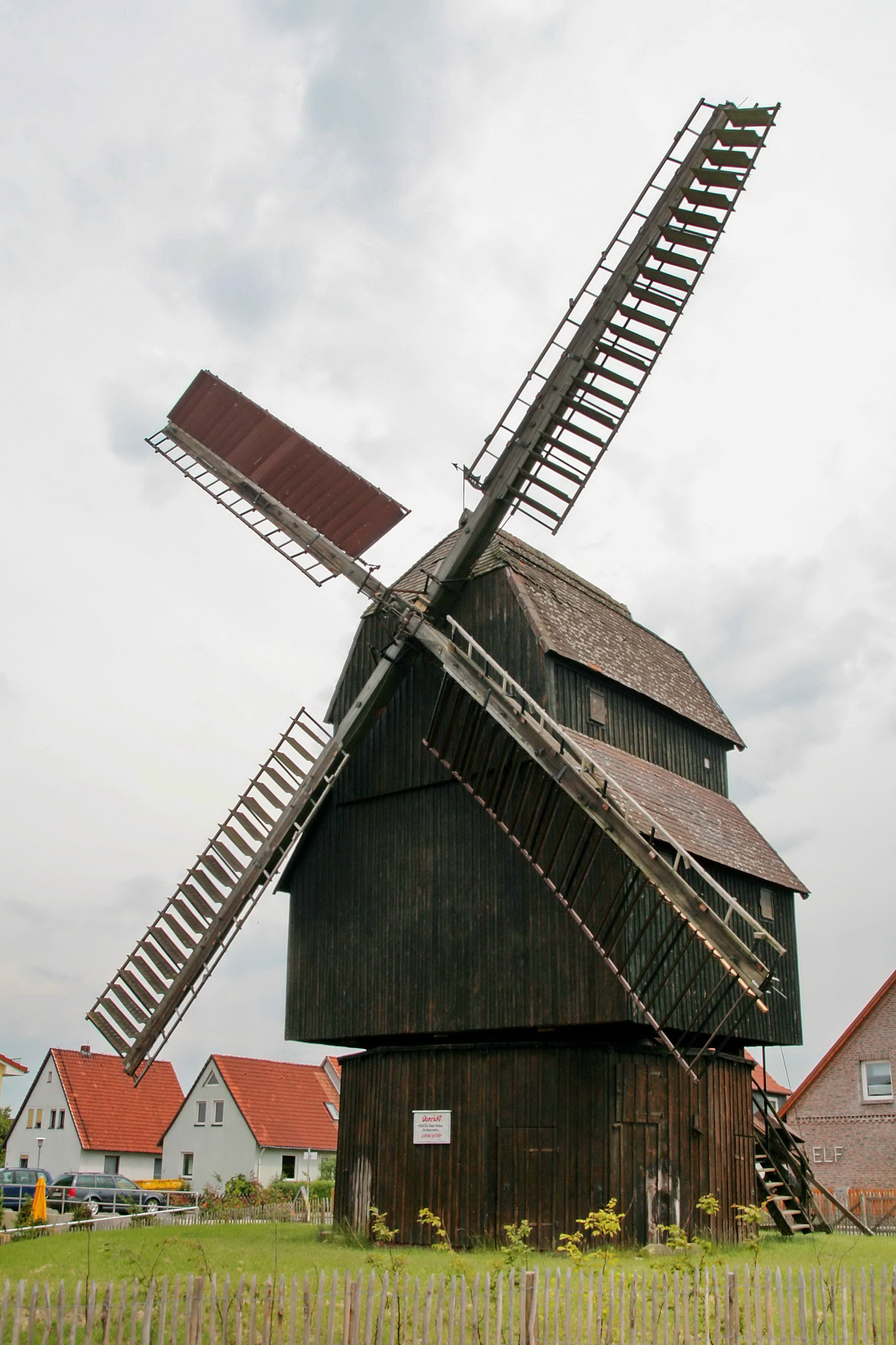
Hänigser Bockwindmühle

Die Hänigser Bockwindmühle ist eine Windmühle in Hänigsen in der Region Hannover in Niedersachsen. Die Bockwindmühle wurde um 1705 erbaut und war mit Unterbrechungen bis 1995 in Betrieb. Das heute denkmalgeschützte Bauwerk gilt als eines der Wahrzeichen des Ortes und liegt an der Niedersächsischen Mühlenstraße.

## Beschreibung
Die Mühle weist eine vertikale Holzverkleidung auf und hat auf beiden Seiten Kastenanbauten. Das Dach ist mit Holzschindeln gedeckt. Der Bock war ursprünglich offen und ist heute umbaut. Die Mühle verfügt über einen Mahlgang und einen Schrotgang. Die heutigen Jalousieflügel sind ein Ersatz für die bis 1989 vorhandenen Segelgatterflügel. Die technische Ausstattung der Mühle ist vorhanden und funktionsbereit. Für die Pflege und den Erhalt der Mühle sorgt der Hänigser Mühlenverein. Sie kann am Deutschen Mühlentag besichtigt werden.

## Geschichte
1704 erhielt der herzogliche Oberförster Casper Wissel vom Celler Herzog Georg Wilhelm die Genehmigung zum Bau einer Windmühle in Hänigsen. Die Entscheidung stieß auf Widerstand bei Wind- und Wassermühlenbesitzern in Burgdorf, Dachtmissen, Uetze und Wathlingen. Die Mühle wurde wahrscheinlich in den Jahren 1705 und 1706, anderen Angaben 1704, auf einer leichten Anhöhe westlich des Ortes errichtet. Danach hatte sie 14 Pächter. Von 1864 bis 1932 war sie stillgelegt. 1932 erwarb sie der Müller Richard Reiche aus Haimar. Er baute als Antrieb einen Dieselmotor ein. Danach war die Mühle bis 1945 in Betrieb und drohte nach der Stilllegung zu verfallen. 1962 erwarb sie der Industriemüller Hans Schubotz aus Celle. Bei einer Restaurierung fügte er Kastenanbauten hinzu. Nach einer Sanierung im Jahr 1982 wurde die Mühle wieder in Betrieb genommen, die dann Mehl für Bäckereien im Ort produzierte. Daraus wurde das noch heute erhältliche „Hänser Brot“ gebacken. Seit 2008 gehört das Mühlengrundstück zu einem angrenzenden Altenheim.

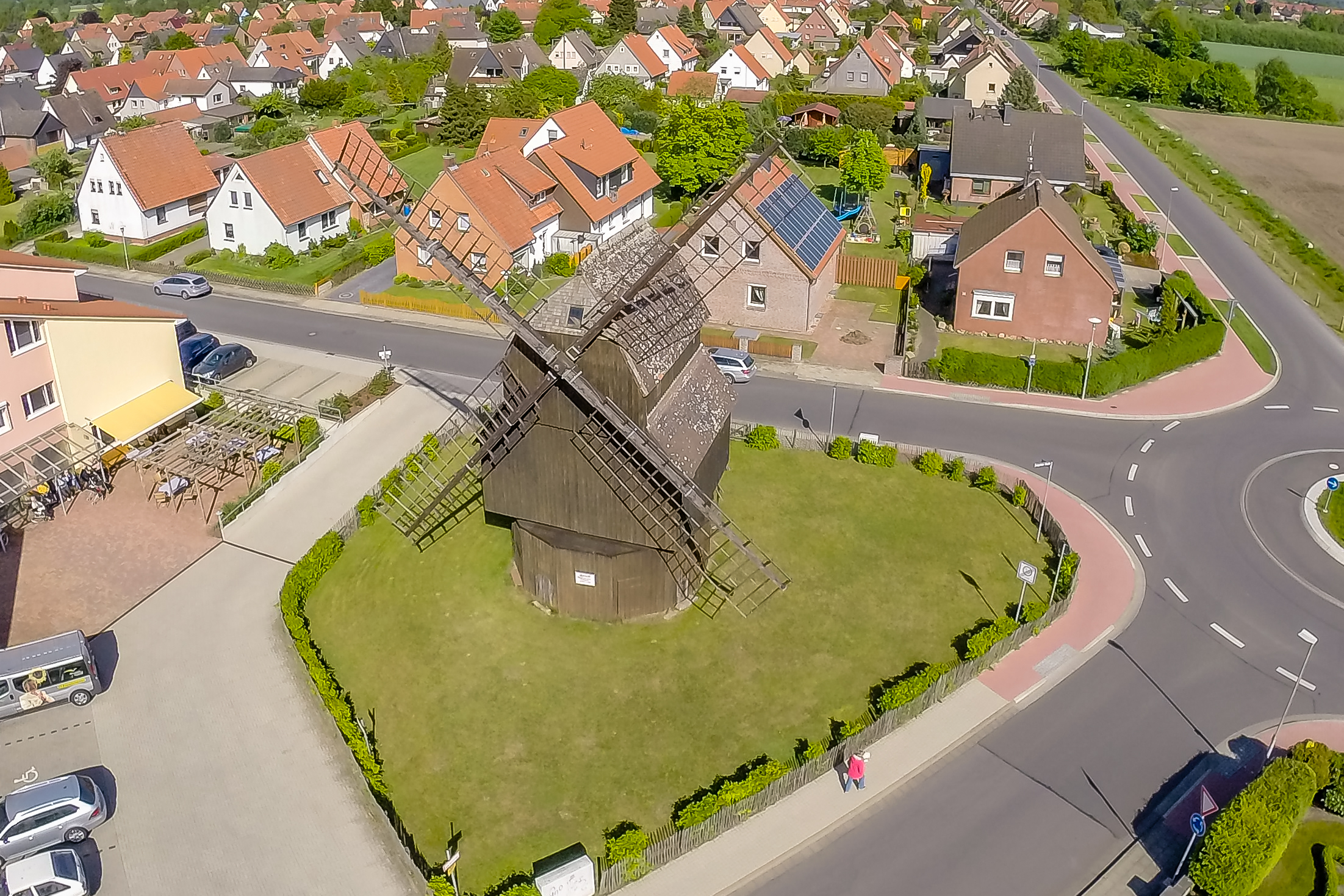
Luftbild des Mühlenstandortes
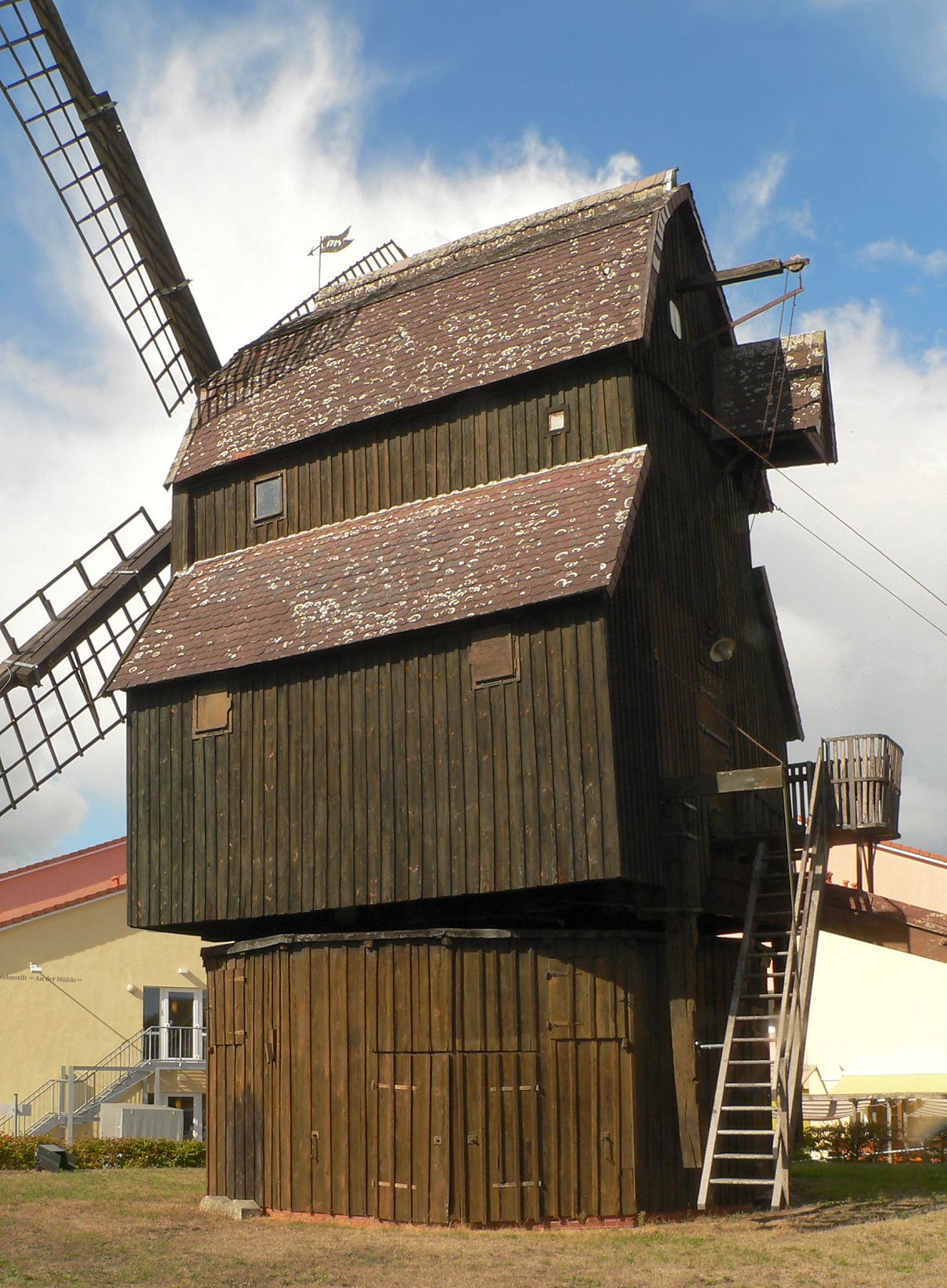
Seitliche Rückansicht mit Treppe
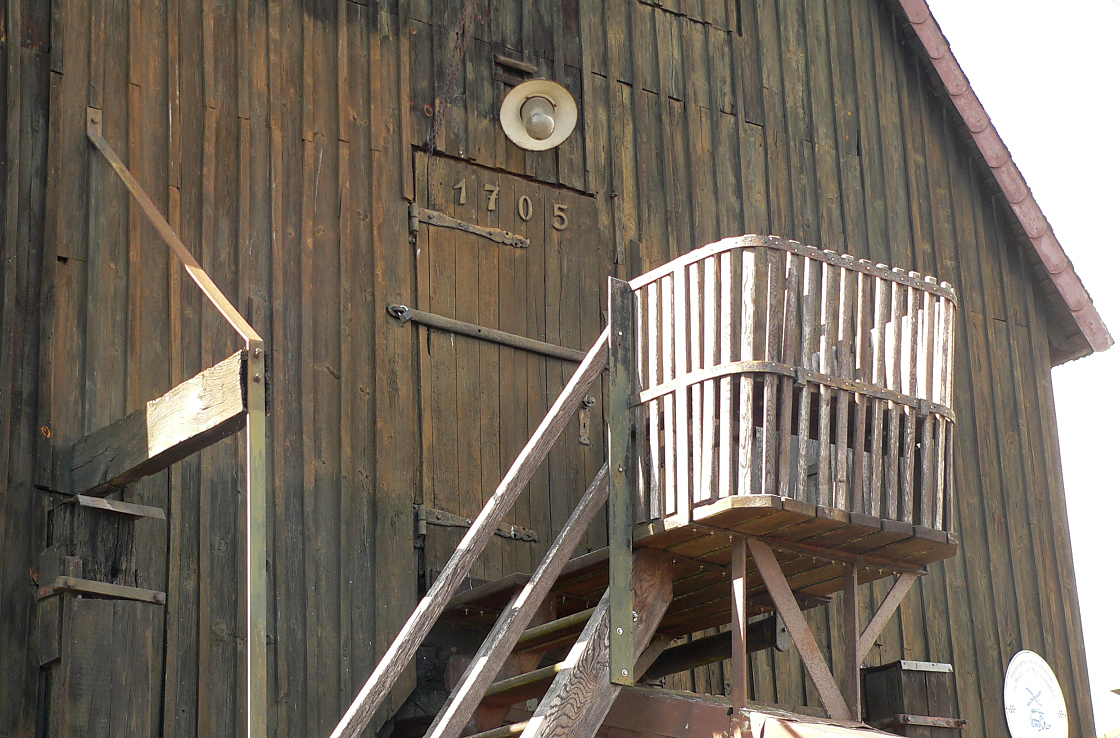
Eingangstür mit Jahreszahl 1705
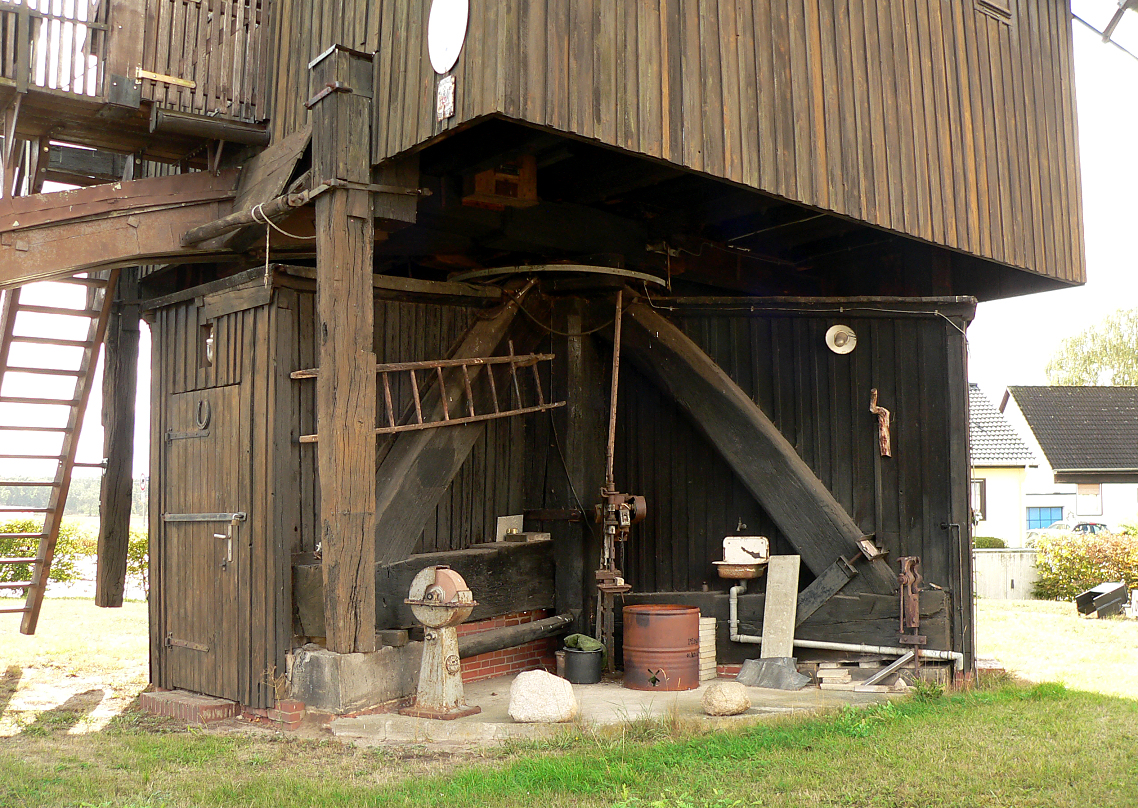
Das Bockgerüst als Untergestell der Mühle, inzwischen umbaut
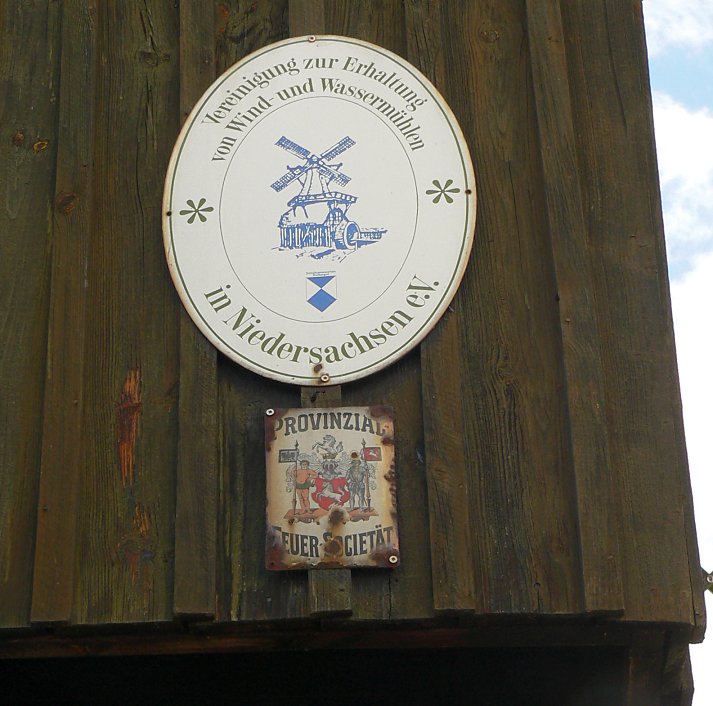
Schild der niedersächsischen Mühlenvereinigung